# Famille de Sèze
Pour les articles homonymes, voir de Sèze.
La famille de Sèze ou de Seze, anciennement Deseze, est une famille française originaire de l'actuel département de la Gironde. Elle comprend parmi ses membres de nombreuses générations de jurats mais aussi des hommes de loi. Également des médecins, des hauts fonctionnaires, des officiers.
L'une de ses branches fut illustrée par Raymond de Sèze, un des avocats du roi Louis XVI en 1792 devant la Convention nationale. Il fut nommé pair de France en 1815, avec une pairie instituée sous le titre de comte en 1817 sous la Seconde Restauration. Son fils lui succéda en 1828 mais démissionna de sa pairie en 1830. Le titre de comte porté actuellement par cette branche a été autorisé par un arrêté du garde des sceaux du 7 septembre 1869. Il subsiste également d’autres branches de cette famille non issues de Raymond de Sèze.

## Histoire
Cité seul, le patronyme de Sèze doit être accompagné de la particule de, parce que Sèze n'a qu’une syllabe à l’oral.
Au sein de la famille de Sèze, certains membres portent un accent, et d'autres non. Selon André Sevin, qui rapporte les propos de Raymond de Sèze, cela est dû à une erreur dans l'acte d'octroi de titre.
Pour Marie-Thérèse Morlet, Dictionnaire étymologique des noms de famille le patronyme « Sèze (de) » (Gascogne) pourrait être une variante de ceze, « pois chiche », désignant un champ de pois chiches.
La famille Desetze apparaît à Saint-Émilion, en Guyenne, dès le XVe siècle où ses membres seront jurats durant de nombreuses générations.
Au XVIe siècle un Desetze est archer du roi François Ier.
Au XVIIe siècle un autre sert dans les gardes du roi Louis XIV.
La filiation suivie débute avec Antoine Desèze ou de Sèze, maire en 1625 de Saint-Émilion, (Gironde).
Au XVIIIe siècle la famille s'installe à Bordeaux. Elle appartient à la bourgeoisie de cette cité. Jean de Sèze (1709-1777), avocat, et son épouse, Marthe Dubergier (1723-1792), ont treize enfants dont plusieurs occupent des fonctions importantes à Bordeaux au XIXe siècle. Parmi ceux-ci nous pouvons citer Raymond de Sèze (1748-1828), auteur de la branche aînée de nos jours, et Paul-Victor de Sèze (1754-1830), auteur de la branche cadette de nos jours.
Le plus illustre de ces treize enfants est Raymond de Sèze, avocat au barreau de Paris, qui en 1792 défend le roi Louis XVI devant la Convention Nationale. En reconnaissance, sous la Seconde Restauration, le roi Louis XVIII lui accorde par ordonnance de 1815 la qualité de Pair de France, sa pairie étant instituée sous le titre de comte en 1817 « afin de jouir de l'institution de son titre de Pairie »,.
La lettre patente est ainsi rédigée :
"[...] nous avons, par ces présentes, signées de notre main, déclaré que la Pairie de notredit très cher amé et féal Raymond de Sèze est et demeure instituée sous le titre héréditaire de comte que nous lui avons conféré et conférons, pour en jouir par lui et ses descendants directs, naturels et légitimes, de mâle en mâle, par ordre de primogéniture, ou par la ligne collatérale qu'il nous plaira d'y appeller. Ordonnons que notredit très cher amé et féal Raymond de Sèze prendra rang à la chambre des pairs parmi les comtes ; lui permettons de se dire et qualifier comte et pair dans tous actes et contrats [...]".
Cet octroi d'une Pairie instituée sous un titre, qui peut être donné comme ici à une personne non noble et ne se transmet qu’à l’aîné de la descendance, ne doit pas être confondu avec l'octroi de lettres de noblesse. Ces dernières anoblissent le récipiendaire et toute sa descendance par les mâles, tandis que l’octroi d’une Pairie titrée n’anoblit ni même ne titre ni le récipiendaire ni sa descendance, il faut dans ce cas un anoblissement ou un octroi de titre séparément, visant la personne et non une entité (la Pairie). La Pairie d'un Pair devant être instituée d'un titre pour que ce dernier puisse siéger dans la chambre des Pairs, ce titre de comte attribué à sa Pairie permit donc à Raymond de Sèze de siéger dans la chambre des Pairs, parmi les comtes. Ainsi, c'est cette Pairie qui permet au siégeant de se qualifier Comte et Pair, mais le siégeant n'est pas personnellement titré Comte et Pair. Cette Pairie se transmet de mâle en mâle, par ordre de primogéniture, au décès du dernier propriétaire en date. Les cadets (et le fils aîné du temps de son père) ne jouissent pas de la Pairie.
Au décès de Raymond de Sèze en 1828, son fils Étienne-Romain de Sèze (1780-1862), hérite de sa pairie. Refusant de prêter serment à Louis-Philippe en 1830, il n'en aura toutefois joui que deux années durant.
Les héritiers pouvaient, une fois majeurs, prêter serment afin de retrouver cette pairie, vacante mais toujours héréditaire. Cependant, l'hérédité de la pairie de France a été abolie le 29 décembre 1831, et la Chambre des pairs supprimée en 1848. Louis Honoré Adolphe de Sèze, neveu d'Étienne-Romain de Sèze décédé sans garçon, fût néanmoins inscrit sur sa demande au registre du Sceau (registre enregistrant légalement tous les titres jugés légitimes par le garde des Sceaux) avec le titre de comte par arrêté du garde des Sceaux en 1869. Cette inscription au registre par le garde des Sceaux, malgré l’absence de possession de titre ou de pairie au moment de la demande, permet ainsi de fait à l’aîné de se qualifier « comte » de manière légitime et héréditaire,.
Sur la famille de manière générale, André Sevin rapporte cette citation : « Le foyer des de Seze… fut un foyer d'esprit, de cet esprit vif, élégant, abondant, plein de sel à la fois celtique et gaulois que, même dans ce pays privilégié de la Gironde, on a appelé l'esprit des de Seze. »
Depuis le XXe siècle nous pouvons citer deux professeurs de médecine dont l'un, Stanislas de Sèze (1903-2000), a été président de l'Académie nationale de médecine, un haut fonctionnaire, des officiers, un avocat parisien.

## Filiation

### XVIIesiècle
La famille Desèze ou de Sèze s'établit à Saint-Émilion.
- En 1624, Jehan Desèze ou de Sèze (mort avant 1651), est procureur du roi à Saint-Émilion.
- En 1667, Jean de Sèze (1642-1722), seigneur de Mondot, en Saint-Martin-de-Mazerat, licencié ès-droit, est jurat de Saint-Émilion, député à Bordeaux, syndic de l'hôpital de Saint-Émilion, cotisateur en 1712.
- En 1696, Pierre de Sèze (1671-1737), seigneur de Mondot, tonsuré en 1686, est avocat, puis jurat. Il devient maire de Saint-Émilion, puis syndic et collecteur de Saint-Martin-de-Mézerat[14].

### XVIIIesiècle
La famille de Sèze est établie à Bordeaux où nous la retrouvons au sein de la bourgeoisie de cette cité.
Jean de Sèze (1709-1777), avocat à Libourne en 1728, puis au parlement de Bordeaux en 1739, est bâtonnier de l'ordre des avocat de cette ville. Il épouse Marthe Dubergier (1723-1792) qui lui donne treize enfants :
1. Anne-Catherine de Sèze, née en 1743
2. Paul-Romain de Sèze (1745-1828) , jurat de Bordeaux  en 1783, juge au tribunal civil de la Gironde, puis juge au tribunal d'appel, conseiller à la cour impériale puis royale, doyen puis président honoraire de la même cour, chevalier de la Légion d'honneur, membre de l'académie de Bordeaux
3. Alexis de Sèze (1746-1780), nommé premier substitut du procureur général de la ville du Cap, à Saint-Domingue, mort en mer en 1780.
4. Jean-Pierre de Sèze, né en 1747, capitaine en second au régiment de Port-au-prince, chevalier de Saint-Louis en 1791
5. Raymond de Sèze (1748-1828), l'un des avocats du roi Louis XVI devant la Convention en 1792, pair de France sous le titre de comte en 1817, premier président de la Cour de cassation, académicien (auteur d'une branche rapportée plus bas et qui est l'aînée de nos jours)
6. Marguerite-Rosalie de Sèze, née en 1750
7. Pierre-Louis-Constantin de Sèze, né en 1751, vicaire général d'Ax puis vicaire général du diocèse de Bordeaux de 1802 à 1826
8. Joseph de Sèze, né en 1753
9. Paul-Victor de Sèze (1754-1830). En 1783 , il entre à l'Académie des lettres, sciences et arts de Bordeaux. Député du tiers-état aux états généraux de 1789, il signe le serment du jeu de Paume. En 1796 il est nommé professeur à l'école centrale de Bordeaux. En 1809, il est nommé recteur de l'académie de Bordeaux, décoré du Lys, nommé chevalier de la Légion d'honneur. En 1814, il est membre du conseil du duc d'Angoulême à Bordeaux. De 1815 à 1830, il est conseiller municipal de Bordeaux. En 1820, il est associé de l'Académie royale de médecine. De 1824 à 1830, il est inspecteur général honoraire de l'Université (auteur de la branche cadette de nos jours)
10. Jean de Sèze, né en 1756
11. Aimée de Sèze, née en 1758
12. Jean-Raymond de Sèze, né en 1762, secrétaire général de la préfecture de la Gironde
13. Jean-Casimir de Sèze, né en 1765, avocat à Bordeaux, emprisonné durant un temps pendant la Révolution française, libéré, nommé en 1806 procureur impérial à Bordeaux

Au XIXe siècle, la famille de Sèze se maintient à Bordeaux, puis  certains de ses membres s'établissent en Bretagne en 1860.
- Louis Pierre Constantin de Sèze (1751-1826), chanoine, aumônier de Saint-Émilion, vicaire général de l'archevêché de Bordeaux.
- Jean-Baptiste de Sèze (1772-1846), exilé à New York après 1791, consul de France à Boston, Philadelphie, puis Norfolk, de 1820 à 1830.
- Aurélien de Sèze (1799-1870), fils de Paul-Victor de Sèze, est avocat, substitut à Bordeaux en 1823, procureur général en 1827, bâtonnier de l'ordre des avocats de Bordeaux en 1842, député légitimiste de la Gironde en 1848, vice-président de l'Assemblée législative, incarcéré en 1851 pour s'être opposé au coup d'État du 2 décembre 1851 de Louis-Napoléon Bonaparte, membre du Conseil des avocats de Paris en 1862, et de nouveau bâtonnier de l'Ordre des avocats de Bordeaux en 1868.
- Victor de Sèze (1835-1900), procureur impérial à Redon, engagé dans les Volontaires de l'Ouest en 1870-1871, bâtonnier de l'Ordre des avocats de Rennes en 1890.

### Époque contemporaine
- Paul Joseph Jules de Sèze (1874-1944), professeur de médecine à la Faculté de médecine de Paris, mort pour la France le 20 août 1944, lors des combats pour la Libération de Paris.
- Stanislas de Sèze (1903-2000), professeur de médecine, président de la Faculté de médecine de Paris et de l'Académie nationale de médecine, commandeur de la Légion d'honneur.
- Gérault de Sèze (né en 1967), propriétaire du château de Tanlay[17]

## Branche aînée
Cette branche, issue de Raymond, a des armes différentes depuis 1817. Le chef de cette branche porte le titre de comte légitimé par son inscription au registre du sceau en 1869. Elle a été admise au sein de l'Association d'entraide de la noblesse française en 1936.

### Armes
Les armes de cette  branche sont : De gueules au château du Temple d'argent, accompagné en chef de deux étoiles d'or et en pointe de seize fleurs de lys d'argent, 7, 6 et 3.

Exergue : « 26 décembre 1792 »

### Personnalités
Cette branche a compté deux pairs de France : Raymond-Romain de Sèze de 1815 à 1828 puis son fils Étienne-Romain de Sèze de 1828 à 1830.

### XIXesiècle
- Raymond de Sèze (1748-1828), fait pair héréditaire les 17 et 19 août 1815. Sa pairie fut instaurée sous le titre de comte le 31 août 1817 avec confirmation par lettres du 9 décembre 1817.
- Étienne-Romain de Sèze (1780-1862), fils du précédent, 2e comte et pair de France à la pairie "de Sèze", admis à siéger le 9 juillet 1828 et qui refusa de prêter serment à Louis-Philippe Ier en 1830.
- Adolphe Paul Emmanuel de Sèze (1783-1867), sous-préfet de Compiègne, maître des requêtes au Conseil d'État.
- Louis de Sèze (1821-1881), officier au service de l'Autriche.

### Époque contemporaine
- Raymond de Sèze (1882-1947), petit-fils de Louis Honoré Adolphe de Sèze. 3e comte de Sèze, École navale 1900, officier de marine, capitaine de corvette, chevalier de la Légion d'honneur.
- Édouard de Sèze, ESM-Saint-Cyr (promo.Novi-Bazar. 1877-1879), général de brigade, officier de la Légion d'honneur.
- Patrick de Sèze, 5e comte de Sèze (né en 1964), chef de la famille de Sèze en tant qu'aîné de la branche aînée (depuis 1983), président de l'Association d'entraide de la noblesse française (2022-)[20].

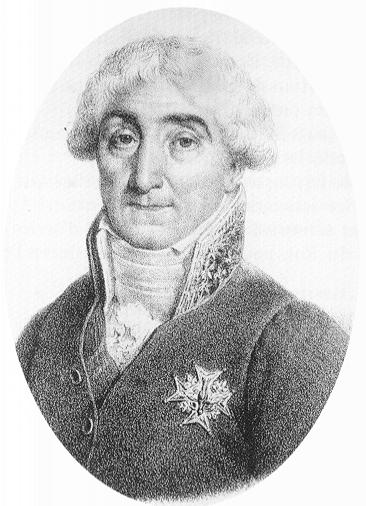
Raymond de Sèze (1748-1828)
Paul-Victor de Sèze (1754-1830)
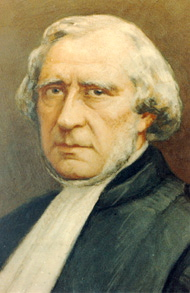
Aurélien de Sèze (1799-1870)
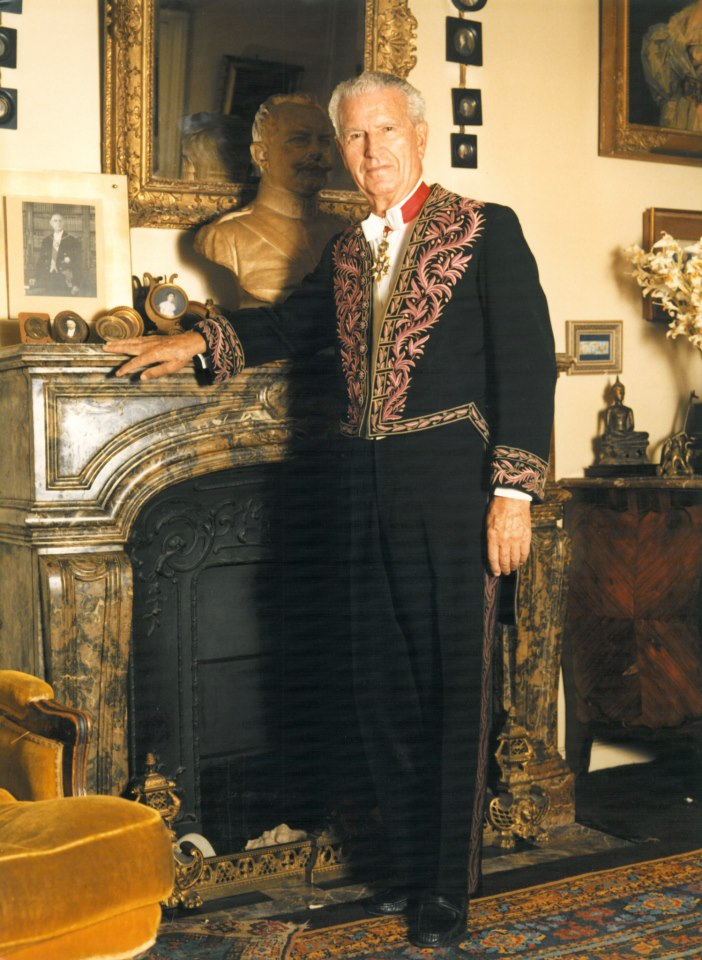
Stanislas de Sèze (1903-2000)

## Châteaux et demeures
- Château d'Eyrans (département de la Gironde)
- Château Loubens (département de la Gironde)
- Château de Bort (département de la Haute-Vienne)
- Château de Tanlay (département de l'Yonne)

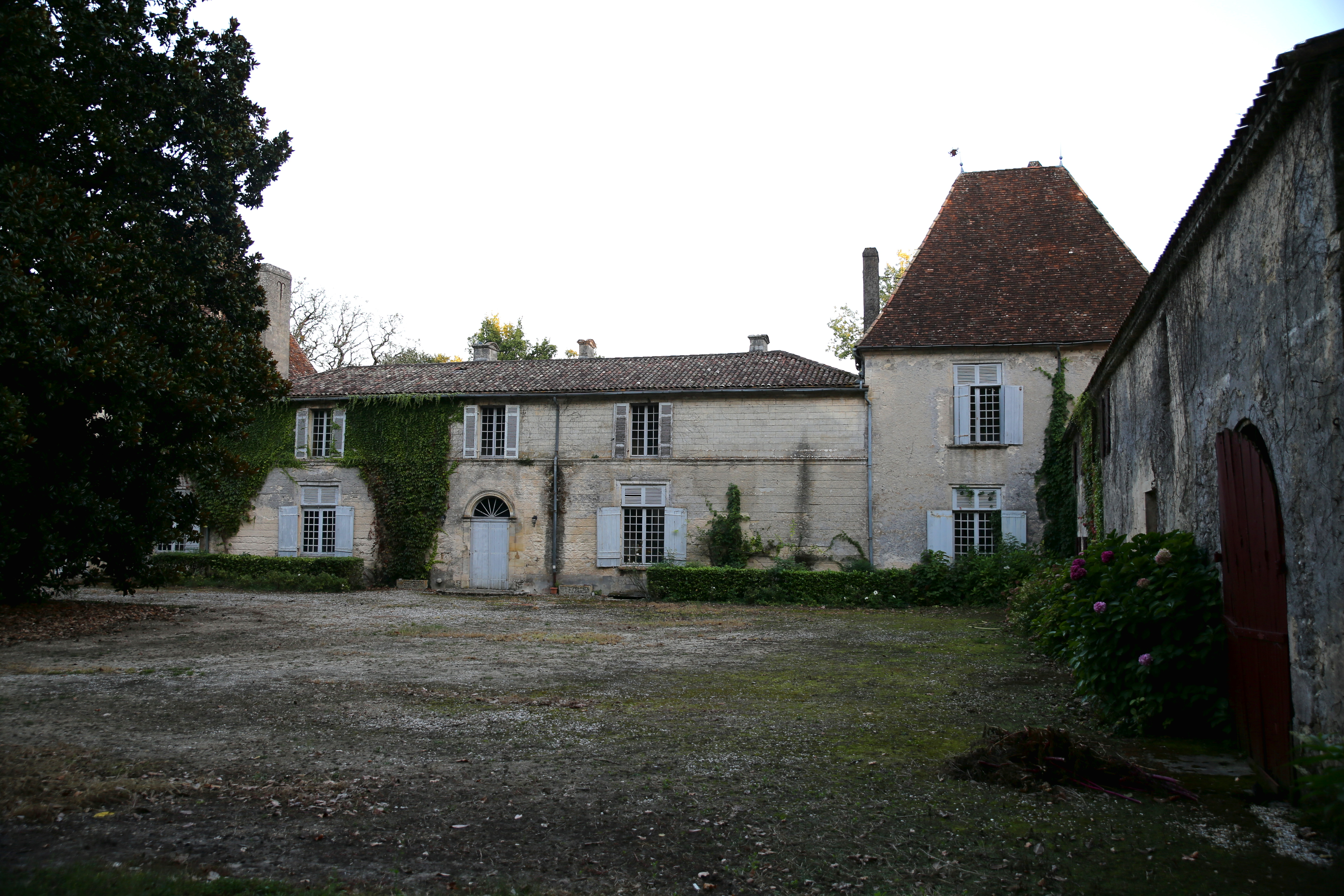
Château d'Eyrans
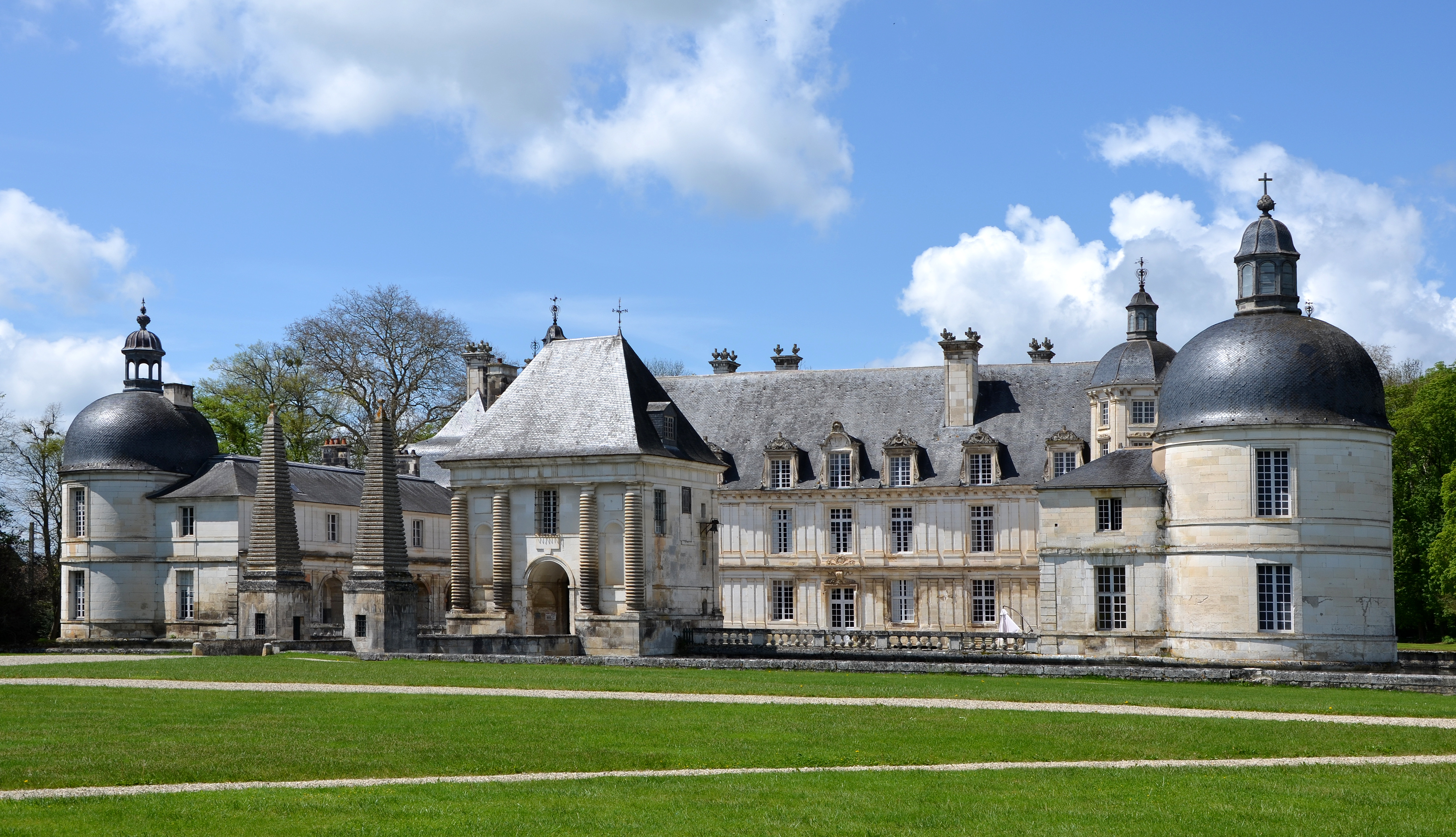
Château de Tanlay

## Alliances

### Alliances anciennes
Dubergier (XVIIIe siècle).

### Alliances contemporaines
Les principales familles alliées aux de Sèze sont : Costa de Beauregard, d'Espivent de La Villeboisnet, d'Estutt d'Assay, de Gentil de Rosier, de Geoffre de Chabrignac, Gérault de Langalerie, Guyon de Montlivault, d'Harcourt, de La Celle, de La Monneraye, de La Tullaye, Le Bouteiller, Le Pelletier de Glatigny, de Monspey, de Montbron, O'Mahony, Pasquier de Franclieu, du Plessis d'Argentré, Quengo de Tonquédec, Bordes, de Scitivaux de Greische, Van Robais, de Villaines, de Gentil de Rosier (1977), Couëspel (1989), Dufresne de La Chauvinière, Loyzeau de Grandmaison, de Martin de Viviés (2007).

## Postérité
Il existe quatre rue de Sèze en France (à Paris, à Lyon, à Bordeaux et à Reims), en référence à Raymond de Sèze, défenseur de Louis XVI. Celle de Paris est située entre la place de la Madeleine et la rue des Capucines : et selon la Nomenclature officielle, la rue de Sèze doit son nom à la proximité de la Chapelle expiatoire dédiée à Louis XVI et aux siens. De même, il y a à Lyon une rue de Sèze dans le 6e arrondissement de Lyon. À Bordeaux, une rue de Sèze se situe à proximité de la place des Quinconces.
Une plaque commémorative lui rend hommage sur la façade de l'hôtel Le Ferron, 20 rue des Quatre-Fils (3e arrondissement de Paris), où il vécut.
Le nom de Sèze en médecine fait référence à Stanislas de Sèze. On parle ainsi de cliché de Sèze ou de cliché De Sèze.[réf. nécessaire]